# Karl Gustav Ackermann
Pour les articles homonymes, voir Ackermann.
 (juin 2023).
Karl Gustav Ackermann (né le 10 avril 1820 à Elsterberg, Vogtland et mort le 1er mars 1901 à Dresde) est un homme politique conservateur saxon (Parti conservateur allemand) et avocat. De 1869 à 1893, il est député du Reichstag et de 1869 jusqu'à sa mort député de la seconde Chambre du parlement du royaume de Saxe (de), dont il est président de 1891 à 1898.

## Biographie
Karl Gustav Ackermann est le fils du conseiller royal d'appel de Saxe et directeur de la Cour Gustav Adolph Ackermann (né le 16 janvier 1791 à Auerbach et mort le 19 février 1872 à Dresde) et Caroline Wagner. Son jeune frère est l'éditeur et libraire de Leipzig Albin Ackermann (de).
Après avoir terminé ses études secondaires à l'école princière de Grimma (de), il étudie le droit à l'université de Leipzig de 1840 à 1843 et à Heidelberg de 1843 à 1845. En 1840, il devient membre de l'ancienne Burschenschaft de Leipzig et, en 1841, il devient actif dans le Corps Misnia Leipzig (de). Il commence sa carrière juridique en 1845 comme secrétaire de chancellerie à Königsbrück, de 1847 à 1849 comme greffier au conseil municipal de Dresde. En 1849, il s'installe à Dresde en tant qu'avocat et notaire indépendant.
En 1853, Ackermann est élu au conseil municipal de Dresde, où il est promu au conseil d'administration en 1865. Dès 1857, il devient syndic de la bourse de Dresde, où il se recommande grâce à un travail réussi pour ce poste à la Sächsische Bank (de), qu'il reprend en 1865.
En 1869, Ackermann est élu au Reichstag de la Confédération de l'Allemagne du Nord et deux ans plus tard au Reichstag de l'Empire allemand en tant que membre de la 6e circonscription du royaume de Saxe (de) (Dresde-Altstadt (de)-Dippoldiswalde (de)). Il est d'abord membre du Parti libéral impérial, puis il fait défection au Parti du Reich allemand avant de rejoindre le Parti conservateur allemand en 1878. En tant qu'opposant à la liberté du commerce, Ackermann soutient la politique des tarifs protecteurs. Entre 1880 et 1883, Ackermann est second vice-président du Reichstag. Pendant ce temps, il agit comme procureur financier. Il appuie la collaboration entre les conservateurs et les nationaux-libéraux.
Il est l'un des chefs de file des conservateurs saxons et l'un des cofondateurs de l'Association d'État conservatrice (de) en 1875, dont il est membre du conseil d'administration de 1875 à 1891. En 1894, il est président par intérim de l'association pendant plusieurs mois.
Il siège à la seconde chambre du parlement du royaume de Saxe (de) entre 1869 et 1871 en tant que représentant de la 2e circonscription de la ville de Dresde et, de 1877 à sa mort, en tant que représentant de la 5e circonscription de la ville. Au début du parlement de 1891/92, il est élu président de la Chambre par les députés. Il occupe cette fonction jusqu'aux sessions parlementaires de 1897/98. À l'âge de 78 ans, il renonce à se faire réélire, permettant ainsi à son gendre Paul Mehnert (de) d'accéder à cette fonction.
Ackermann meurt peu de temps avant son 81e anniversaire et est enterré dans le Nouveau cimetière Sainte-Anne (de) à Dresde-Löbtau.

## Famille
En 1848, il se marie avec Agnes Benedektine Teubner (1824–1891), fille de l'éditeur de Leipzig Benedictus Gotthelf Teubner (de). Il a avec elle une fille, Katharina Agnes (1854-1934).

## Décorations

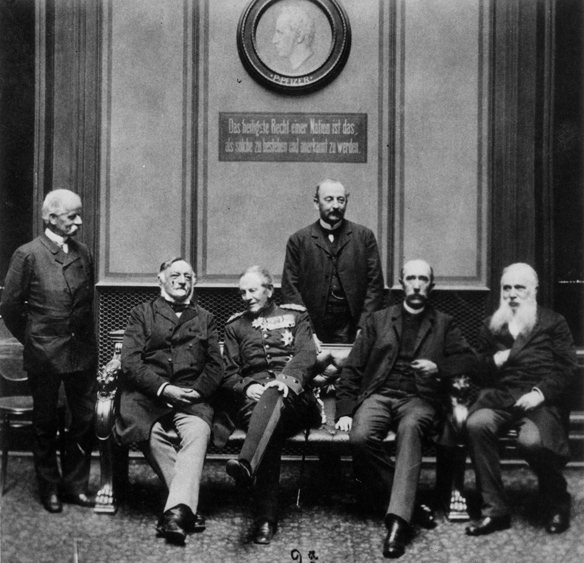
Membres de la faction Reichstag du Parti conservateur allemand (de gauche à droite) : Rudolph Wichmann, Otto von Seydewitz, Helmuth von Moltke, le comte Konrad von Kleist-Schmenzin, Otto von Helldorff, Karl Gustav Ackermann.

- Ordre du Mérite civil de Saxe, Croix de chevalier
- Ordre d'Albert
- Ordre royal de la Couronne
- Ordre de la maison d'Albert l'Ours
- Croix d'honneur de Schwarzbourg

## Honneurs
- Docteur honoris causa de l'Université de Leipzig
- Conseiller de la Cour, à l'occasion de son 60e anniversaire (1880)
- Citoyen d'honneur de Dresde (1878)